# تن‌کامه
تن‌کامه (انگلیسی: The Eroticist) با نامِ کاملِ بر خلاف آنچه به نظر می‌آید… و به شرطی که ملت ندانند… سناتور زنان را دوست دارد (ایتالیایی: Nonostante le apparenze... e purchè la nazione non lo sappia... all'onorevole piacciono le donne) یک کمدی سکسی سبک ایتالیایی به کارگردانی لوچو فولچی است که در سال ۱۹۷۲ منتشر شد. فیلم به سبب محتوایش تا مدت‌ها توقیف بود و پس از حذف صحنه‌های فراوان و دریافتِ مجوزِ نمایش هم، تنها برای افراد بالای ۱۸ سال مجاز بود.

## گزیدهٔ بازیگران
- لاندو بوتسانکا
- لایونل استندر
- لائورا آنتونلی
- کورادو گیپا
- رنتسو پالمر
- آگوستینا بلی
- خوزه کوالیو
- آرتورو دومینیچی
- آرماندو باندینی
- آلدو پولیزی
- ایفا چمریس
- آنیتا استریندبری
- فرانسیس بلانش
- فیودور شالیاپین